# Giovanni Pico (podestà)
Giovanni Pico della Mirandola (dopo il 1311 – Parma, 1379) è stato un militare e politico italiano, podestà di Mantova dal 1360 al 1362.

## Biografia

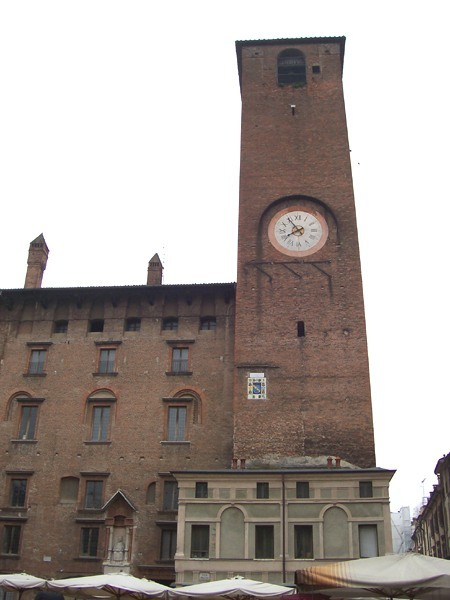
Palazzo del Podestà (Mantova)

Figlio di Niccolò Pico e Taddea Passalacqua, nacque dopo le nozze dei genitori avvenute nel 1311.
Nel 1328, trovandosi a Mantova insieme al padre e al prozio Bortolomeo Pico detto Capino, contribuì alla cacciata dei Bonacolsi in favore dei Gonzaga.
Il 23 dicembre 1354 fu compreso insieme ai fratelli Franceschino e Prendiparte, oltre che ai cugini Francesco II Pico con i fratelli (figli di Paolo Pico), nell'investitura della Mirandola da parte dell'imperatore Carlo IV di Lussemburgo. In gioventù partecipò alle lotte all'interno della famiglia Pico e alle guerre tra Visconti ed Estensi; durante una di quelle frequenti paci si recò nel 1360 a Mantova, dove venne eletto podestà con pubblico suffragio, successore di Soncino Martinelli. Nello stesso anno, il 21 febbraio aiutò Guido Gonzaga ad ascendere alla Signoria di Mantova, grazie ai voti del consiglio generale presieduto da Giovanni Pico. Corrisposta assai bene l'aspettativa in lui riposta nel semestre in carica, il Pico venne rieletto più volte dal popolo, fino al 1362 quando venne eletto Marsilio Cavalcabò, marchese di Viadana. Nel frattempo, si rinnovava nel 1362 la guerra tra Estensi e Visconti, a cui i Pico di allearono, che il 3 marzo 1363 furono scomunicati da papa Urbano V. Seguendo le sorti del fratello Franceschino e divenne condottiero di Bernabò Visconti, combattendo contro la lega antiviscontea fondata da Nicolò II d'Este con i Carraresi, i Gonzaga e il cardinale Egidio Albornoz del legato pontificio della Romagna che avevano l'accordo che, qualora la fortezza della Mirandola fosse stata espugnata, sarebbe stata consegnata ai mantovani. Sconfitto Bernabò Visconti, ai Pico non restò altro che chiedere soccorso al podestà e capitano di Parma e nel frattempo far entrare nel proprio castello le truppe della lega antiviscontea. Seguì poi una beve tregua e poi una nuova guerra di Bernabò Visconti (questa volta alleato dei Pio di Carpi). Il 10 gennaio 1364 Mirandola venne di nuovo assaltata e bruciata dai soldati della Lega antimilanese. Nella battaglia di Solara del 6 aprile 1363, Giovanni Pico venne fatto prigioniero da Francesco I da Carrara e condotto insieme a Giberto da Correggio, Andrea Pepoli e Niccolò Pallavicino a Padova, riottenendo la libertà dopo la pace del 3 marzo 1364. Nell'ottobre 1370 i milanesi guidati dal condottiero inglese Giovanni Acuto batterono duramente di nuovo a Mirandola la lega antiviscontea guidata dal conte Lucio di Landau, per poi sottoscrivere una nuova pace il mese successivo.
Seguirono ulteriori decenni di duri scontri tra Visconti ed Estensi, con i membri di casa Pico divisi in due fazioni: da un lato Niccolò Pico (con i figli Giovanni, Franceschino e Prendiparte) e dall'altro Francesco II Pico, la cui discendenza mantenne la titolarità della Signoria della Mirandola.
Bernabò Visconti lo nominò capitano del popolo di Parma, dove morì nel 1379.
Nel 1390 si riunì all'interno della chiesa di San Francesco un concilio di 13 giudici che risolse la disputa sorta sul dominio della Mirandola sorto tra i quattro fratelli Spinetta, Francesco II, Prendiparte e Tommasino (figli di Paolo Pico) contro i cugini Giovanni, Franceschino (rappresentato dal figlio Princivalle) e Prendiparte (figli di Niccolò Pico).

## Discendenza
Giovanni Pico sposò una donna ignota, da cui ebbe due figli, di cui è noto che nel 1378 vivevano alla corte dei Visconti:
- Antonio, non ebbe prole;
- Prendiparte, ebbe un figlio naturale di nome Spinogresso (†1428) con cui si estinse il ramo familiare.